# Cynthia Kenyon

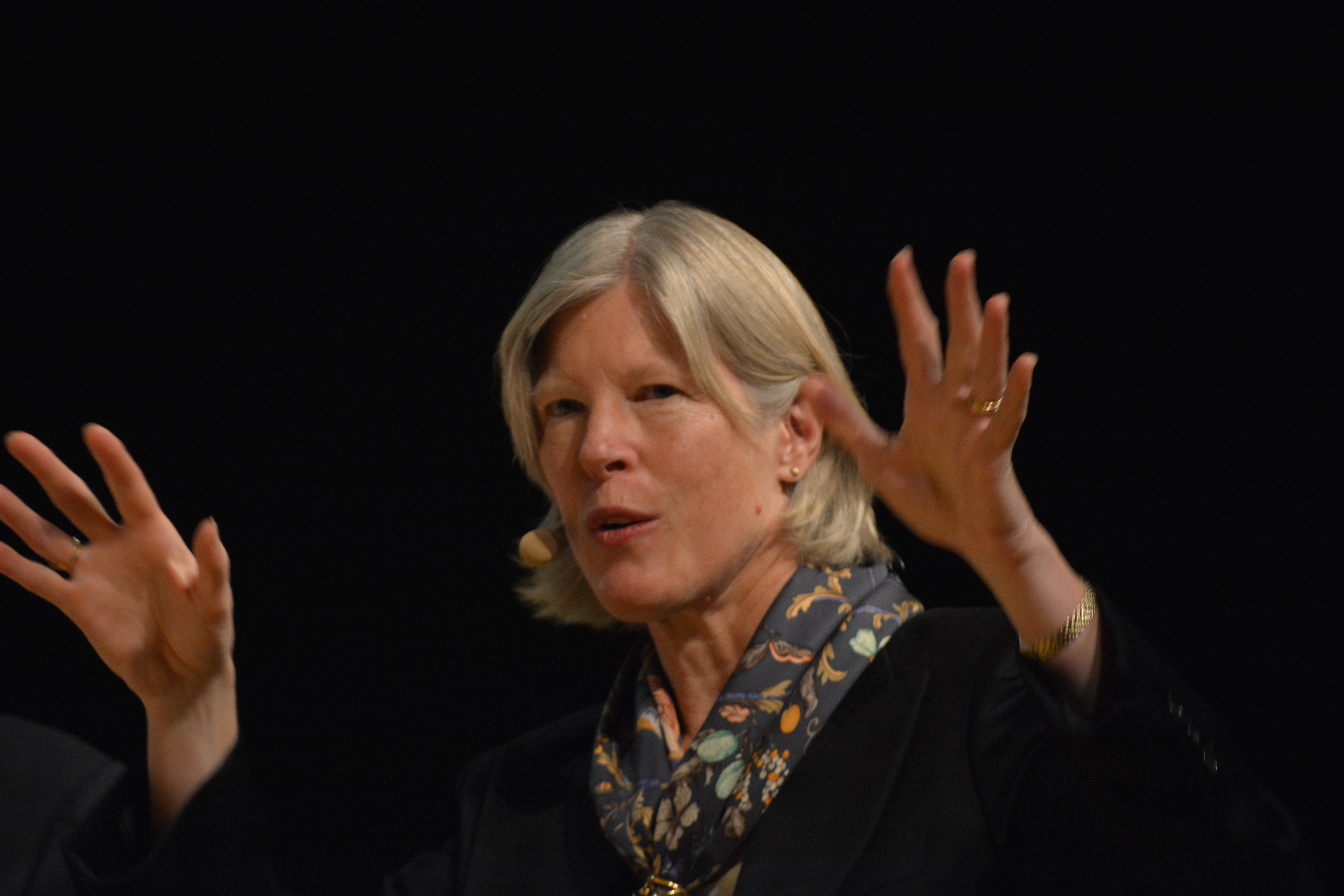
Cynthia Kenyon (2014)

Cynthia Jane Kenyon (* 21. Februar 1954 in Chicago) ist eine US-amerikanische Molekularbiologin, die sich mit der Genetik des Alterungsprozesses befasst (Gerontogene).

## Biografie
Kenyon wuchs in Athens (Georgia) auf, wo ihre Eltern an der University of Georgia beschäftigt waren, ihr Vater als Geographieprofessor. Kenyon studierte an derselben Universität Chemie und Biochemie (Bachelor-Abschluss 1976). Danach promovierte sie 1981 am Massachusetts Institute of Technology bei Graham C. Walker, wobei sie die Aktivierung von DNA-Reparaturgenen nach Beschädigung der DNA in E.-coli-Bakterien nachwies. Als Post-Doktorandin erforschte sie die Genregulation der Morphogenese des Fadenwurms C. elegans (mit dem sie schon im Labor von Robert Horvitz am MIT vertraut wurde) bei Sydney Brenner am Medical-Research-Council-Labor in Cambridge. Sie entdeckte dort, dass bei Drosophila in der Morphogenese aktive Gene (Hox-Gene) auch bei C. elegans aktiv sind. Seit 1986 ist sie Assistant Professor (ab 1994 mit voller Professur) an der University of California, San Francisco (UCSF), wo sie seit 1997 Herbert Boyer Distinguished Professor of Biochemistry and Biophysics war und seit 2005 American Cancer Society Professor ist. Sie leitet das Hillblom Center for the Biology of Aging der UCSF.
1993 entdeckte sie in ihrem Labor, dass eine einzelne Mutation am daf-2 Gen von C. elegans die Lebensspanne verdoppelt. Bald darauf entdeckte sie, dass eine Mutation an einem weiteren Gen (daf-16m) dies rückgängig macht, dass also weitere Gene die Lebensspanne von C. elegans bestimmen. Sie zeigte auch, dass beide Gene Aktivitäten anderer Gene regulieren und gegeneinander wirken. Als entdeckt wurde, dass das daf-2 Gen einen Hormonrezeptor an der Zelloberfläche codiert mit Hormonen, die Insulin und Insulinähnlicher Wachstumsfaktor I in höheren Organismen ähneln, erforschte Kenyon Medikamentenwirkungen zur Verzögerung von Alterungsprozessen. Dazu gründete sie 1999 mit Leonard Guarente in Boston die Firma Elixir Pharmaceuticals.
2003 zeigte sie, dass durch Schwächung des daf-2 Gens und Zerstörung von Zellen im Fortpflanzungssystem die Lebenserwartung von C. elegans von 20 Tagen auf bis zu 125 Tage erhöht werden kann.
Seit ihr auffiel, dass Glukose-Konsum die Lebenserwartung von C. elegans verkürzt, befolgt sie selbst eine Diät mit niedrigem glykämischem Index.
Sie ist Mitglied der National Academy of Sciences (2003) und der American Academy of Arts and Sciences (1997). Sie erhielt 2000 den König-Faisal-Preis für Medizin. Außerdem erhielt sie den American Association of Medical Colleges Award for Distinguished Research, 2004 den Discover Prize for Basic Research und 2005 den Ilse & Helmut Wachter Award for Exceptional Scientific Achievement.
2006 erhielt sie den Longevity Prize der Fondation IPSEN. 2003 war sie Präsidentin der Genetics Society of America. Für 2021 wurde Kenyon der Dickson Prize in Medicine zugesprochen.
Aktuell ist sie bei Calico (ein Tochterunternehmen von Google) als Vizepräsidentin und Altersforscherin beschäftigt.